# S-500 Promietej
S-500 Promietej (ros. С-500 Прометей; tłum. 'Prometeusz'), znany również jako 55R6M „Triumfator-M” – rosyjski system rakietowy ziemia–powietrze oraz przeciwrakietowy, opracowany jako uzupełnienie systemów S-400 i A-235.
System opracowany został przez koncern Ałmaz-Antej. Choć pierwotnie planowano rozpoczęcie produkcji seryjnej w 2014 roku, pierwsze jednostki zostały wprowadzone do służby w 2021 roku w 15. Armii Sił Powietrzno-Kosmicznych.
Ministerstwo obrony Rosji deklaruje, że system S-500 jest zdolny do przechwytywania wszystkich typów nowoczesnych pocisków hipersonicznych i zdolności te miały zostać pomyślnie przetestowane.
Pociski wykorzystywane w systemie S-500 to:
- 40N6M – przeznaczony do zwalczania celów powietrznych;
- 77N6 / 77N6-N1 – wersje do zwalczania rakiet balistycznych lub satelitów.